# واقي الشيخوخة
واقي الشيخوخة (بالإنجليزية: Geroprotector)‏ هو علاج شيخوخة يهدف إلى التأثير على السبب الجذري للشيخوخة والأمراض المرتبطة بالعمر، وبالتالي إطالة عمر الحيوانات. تشمل واقيات الشيخوخة المحتملة:
- الميلاتونين[4]
- كارنوسين[5]
- متفورمين[6]
- ببتيد محفز للنوم العميق.[7]

وكذلك سيروليموس،
- و أحادي نيوكليوتيد النيكوتيناميد (NMN)[9]